# Логвиненко Михайло Ілліч
Миха́йло Іллі́ч Логвине́нко (1898, Петрівка — 1968, Горлівка) — начальник шахти № 1/3 «Кочегарка». Герой Соціалістичної Праці (1948).
Двічі, у 1946 та 1950 роках, обирався депутатом Ради Національностей ВР СРСР.

## Життєпис
Народився 1898 року в селі Петрівці (нині частина Торецької міськради Донецької області) в родині забійника Центрального рудника (суч. шахта імені Дзержинського).
Закінчивши декілька класів початкової школи, створеної для дітей робітників, у 1913 році розпочав трудову діяльність підмайстром у майстернях Центрального рудника, згодом працював коногоном на шахті. Зі встановленням Радянської влади, М. І. Логвиненко продовжив навчання на робітфаку. Підвищивши рівень знань, працював десятником. Незабаром він переїжджає до Горлівки, де на шахті «Кочегарка» йому довірили очолити видобувну ділянку. Після закінчення місцевого гірничого технікуму, Логвиненко М. І. працює головним інженером, а після навчання на Вищих інженерних курсах — очолив колектив «Кочегарки».
З початком німецько-радянської війни й тимчасовою окупацією Донбасу, евакуювався до Кузбасу. У 1943 році М. І. Логвиненко повернувся з евакуації і взявся за відновлення рідної «Кочегарки».
Помер Михайло Ілліч Логвиненко у 1968 році, похований в місті Горлівці.

## Нагороди
Указом Президії ВР СРСР від 29 серпня 1948 року начальнику шахти № 1/3 «Кочегарка» Михайлові Іллічу Логвиненку присвоєно звання Героя Соціалістичної Праці з врученням ордена Леніна і золотої медалі «Серп і Молот».